# 데이비드 핸슨
데이빗 핸슨(David Hanson, 1954년 4월 12일 ~ )은 미국의 아이스하키 선수, 배우이다. 그는 1978년부터 1980년까지 내셔널 하키 리그(National Hockey League)에서 33경기를 뛰었고, 1977년부터 1979년까지 세계 하키 협회(World Hockey Association)에서 103경기를 뛰었다.

## 생애
핸슨은 위스콘신주 컴벌랜드에서 태어나 미네소타주 세인트폴에서 자랐으며, 그곳에서 결국 험볼트 고등학교에서 축구, 야구, 하키 부문에 모습을 드러냈다.

## 영화
- 슬랩 샷 3 (2008년)
- 슬랩 샷 2 (2002년)
- 슬랩 샷 (1977년)